# 長井時広
長井 時広（ながい ときひろ）は、鎌倉時代前期の朝臣、武将。鎌倉幕府の御家人。鎌倉幕府初代政所別当大江広元の次男。兄大江親広が承久の乱で失脚すると大江氏の惣領となり幕府中枢で活躍した。

## 生涯
出羽国置賜郡長井荘を所領としたため、在地名を取って長井氏を称し家祖となった。建保6年（1218年）5月に蔵人に任じられ、6月源実朝が左近衛大将任命のお礼参りとして、鶴岡八幡宮拝賀の先払いをするため鎌倉へ下った。実朝が鶴岡八幡宮へ拝賀する際、殿上人として随行する。7月実朝の御直衣始めに鶴岡八幡宮へ随行する。8月20日実朝に対して二階堂行村を通じて、京都への帰還を願い出るものの許されず、翌21日北条義時の執り成しでようやく許しを得た。その後京へ上り、10月叙留される。程なく鎌倉へ戻る。
建保7年1月27日（1219年2月13日）実朝が右大臣に任官され、鶴岡八幡宮へ拝賀した際随行する（このとき右衛門大夫）。ここで実朝は公暁に暗殺され、兄大江親広とともに出家する。承久3年（1221年）の承久の乱で、兄親広が後鳥羽上皇方に加わって失脚したため、嘉禄元年（1225年）父大江広元が亡くなると、大江氏の惣領となる。貞永元年（1232年）父広元の収集した記録文書等を北条泰時から賜る。後に備後国守護職となる。嘉禎4年/暦仁元年（1238年）に所領の米沢に米沢城を築いたとも言われる。
仁治2年（1241年）に死去した。嫡男長井泰秀が出羽長井荘を、次男長井泰重が備後守護を継承した。
堂森善光寺には山形県指定有形文化財の伝長井時広夫妻坐像が遺っている。
なお、『尊卑文脈』において関東評定衆と記載されているのは誤りであると『大日本史料』は断じている。

## 参考資料
- 講談社 日本人名大辞典
- 『吾妻鏡』
- 東京大学資料編所データベース、『大日本史料』『史料総覧』
- 山形の宝検索navi山形県教育庁